# جين روبرت فوستر
جين روبرت فوستر (بالإنجليزية: Jeanne Robert Foster)‏ هي كاتِبة وشاعرة أمريكية، ولدت في 10 مارس 1879، وتوفيت في 22 سبتمبر 1970.